# Soccer Trani
L'A.S.D. Soccer Trani, nota come Soccer Trani o Trani, è una società calcistica italiana con sede nella città co-capoluogo di provincia di Trani (BT). Milita nel campionato di Promozione Puglia girone A.
La Soccer Trani dispone del titolo sportivo dell'ex Vigor Trani, a sua volta discendente della storica Polisportiva Trani, principale società calcistica della città pugliese. La Polisportiva è esistita dal 1938 al 1997 e negli anni sessanta disputò due campionati di Serie B (si ricorda il derby vinto per 1-0 contro il Bari nel 1964-1965), e nei diversi periodi storici vari campionati in Serie C.

## Storia

### L'Unione Sportiva Trani (1929-1932)
Le prime società sportive tranesi di una certa importanza furono la Trani Sport, società aristocratica praticante il canottaggio, e l'Unione Sportiva Tranese, società fondata nel 1910. Gli studenti che fondarono il sodalizio inizialmente ebbero come obiettivo l'organizzazione di gare podistiche fino al diffondersi del foot-ball. Da quest'ultima, il 29 gennaio 1929, nacque ufficialmente l'Unione Sportiva Trani. I soci della precedente società e i nuovi ingressi vararono nella sede di via Cavour lo statuto sociale, scelsero i colori della nuova società - optando per il bianco e l'azzurro del gonfalone cittadino - e inoltrarono al Direttorio la richiesta per l'omologazione del campo da gioco, in modo da permettere l'iscrizione ai campionati federali. Il campo fu omologato il 13 febbraio seguente e il 3 marzo il Trani giocò la sua partita d'esordio nel campionato regionale di Terza Divisione, vincendo per 3 reti a 2 contro il Barletta. Il 26 maggio, in seguito allo spareggio vinto a Molfetta contro il Bitonto (6-0), il Trani fu promosso in Seconda Divisione. Il campionato successivo ebbe il medesimo esito e - in seguito alla disputa di un mini girone comprendente Reggina, Molfetta e Paganese - fu conquistata la seconda promozione consecutiva, questa volta in Prima Divisione, allora terza serie nella scala gerarchica dei campionati ed equiparabile alla contemporanea Serie C.
Il primo campionato giocato in terza serie fu concluso al quarto posto, immediatamente dietro a sodalizi blasonati quali Cagliari, Taranto e Foggia, grazie anche al rendimento del bomber Cesare Lanza che segnò 20 reti in 21 partite. Nel campionato 1931-1932 il Trani riuscì a confermarsi parzialmente, chiudendo all'undicesima posizione in graduatoria.
Nell'estate del 1932, sommersa dai debiti l'Unione Sportiva Trani cessa di esistere.

### L'Associazione Sportiva Trani (1932-1935) e la parentesi della Cavour (1935-1938)
In seguito al fallimento dell'Unione Sportiva, nacque un dibattito su quale società avrebbe dovuto rappresentare la Trani "calcistica". Il 15 ottobre 1932 due sodalizi inoltrarono domanda alla Federazione: il NUF Trani e la Associazione Sportiva Trani, fondata dai dirigenti del precedente sodalizio e dunque erede designata. Fra i calciatori si contano alcuni atleti della scomparsa società ed altri militanti in formazioni minori del panorama tranese. Le società facenti richiesta furono iscritte al campionato regionale di Terza Divisione. I derby furono vinti tutti e due col medesimo punteggio (1-0) dall'AS Trani, che concluse il torneo al terzo posto in classifica, dietro la formazione riserve del Foggia e la Società Sportiva Armando Diaz di Bisceglie. Il Nuf invece terminò in coda alla graduatoria in concomitanza con l'Unione Sportiva Savoia di Molfetta - che tuttavia fu ammessa d'ufficio al campionato superiore - e terminò la sua esistenza. L'Associazione Sportiva Trani ebbe modo invece di disputare altri due campionati; il successivo fu concluso analogamente all'antesignano al terzo posto.
Nel campionato 1934-1935 la squadra, a causa di problemi strutturali, impiantistici e tecnici, perse cinque partite, pareggiandone e vincendone una. Il torneo non fu portato a termine a causa dei disordini provocati dai tifosi durante il match contro il Santo Spirito, con tanto di aggressione al direttore di gara, che comportarono la radiazione del sodalizio l'11 aprile del 1935.
In seguito alla scomparsa dell'Associazione Sportiva Trani nessun sodalizio ne ereditò la tradizione sportiva. La cittadina pugliese fu rappresentata dunque da formazioni minori precedentemente affiliate alla federazione. La principale fu la Cavour Trani che tesserò gli atleti della fallita società acquisendone anche i colori sociali. Prese parte al campionato di Seconda Divisione, arrivando seconda nel 1935-1936 e conquistando la promozione in Prima Divisione, divenuto il primo livello regionale. Nel campionato 1936-1937 arrivò penultima, salvandosi grazie alla radiazione del Barletta e del Giovinazzo. La società venne radiata in seguito agli incidenti susseguitisi alla partita contro il Molfetta, del campionato di Prima Divisione 1937-1938.

### La Società Sportiva Trani (1938-1949)
Dopo tre anni di inattività, il 1º settembre del 1938 nasce la Società Sportiva Trani, sodalizio destinato a ereditare la tradizione sportiva dei principali sodalizi tranesi. Fu inserita nel campionato di Prima Divisione, partecipata soprattutto dalla formazioni B delle squadre iscritte alla Serie C, il nuovo campionato nazionale di terzo livello nato appena tre anni prima. La formazione B del Trani fu iscritta al campionato di Seconda Divisione. Il torneo, a causa delle innumerevoli sconfitte inanellate nel girone di ritorno, viene chiuso all'undicesimo posto.
Agli albori del campionato 1939-1940 vengono rinnovati i quadri societari e tecnici. Il nuovo presidente Giustino Leo cambia allenatore e allestisce una rosa competitiva. Il Trani chiude il campionato al secondo posto in classifiche dietro alla formazione B del Brindisi - impossibilitata ad ottenere il salto di categoria - conquistando la prima promozione in Serie C. La partecipazione al campionato di Terza Serie nazionale implicò la possibilità di partecipare per la prima volta alla Coppa Italia, dalla quale il Trani fu estromesso nelle qualificazione in seguito alla sconfitta per 1-3 patita dopo i tempi supplementari contro il Molfetta. I campionati 1940-1941 e 1941-1942 furono chiusi al nono posto. Al successivo torneo, chiuso in decima posizione, seguì una pausa di due anni (1943-1945) dei campionati a causa dello scoppio della seconda guerra mondiale. Al ritorno in campo corrispose un undicesimo posto nel campionato 1945-1946.
Il campionato di Serie C 1946-1947 fu il peggiore della storia del Trani: una vittoria soltanto a fronte di sei pareggi e 19 sconfitte relegarono la squadra in penultima posizione, prima solo del Franco Baldassarre di Altamura ritiratosi a campionato in corso. Il ritorno nei campionati regionali fu anonimo e la Società Sportiva Trani cominciò un lento declino.

### La Polisportiva Trani (1949-1997)

#### Dalla fusione alla Serie B
Visto il lento declino della Società Sportiva Trani e la conseguente ascesa del Cral San Giorgio, secondo club cittadino per importanza, il sindaco della città pugliese, Pasquale Plantulli Lambert, propone di unire le due società in modo da ottenere un sodalizio che potesse degnamente rappresentare le città di Trani nei campionati nazionali. L'incontro fra il primo cittadino e i presidenti delle due società, rispettivamente Enrico Lopane per la SS e Giuseppe Abruzzese per il Cral San Giorgio, si svolge negli uffici della Pro Loco siti in via Cavour il 29 maggio del 1949. Nell'occasione vennero varati i punti fondamentali del progetto, la cui realizzazione pratica fu affidata dal sindaco ad un comitato composto da ex dirigenti e atleti. Il nascente sodalizio prese il nome di Polisportiva Trani, poiché inizialmente prevedeva al suo interno sezioni praticanti diverse discipline. Il 29 giugno successivo si svolsero i festeggiamenti per celebrare la nascita della nuova società.
Dopo un primo anno di transizione nel campionato regionale di Prima Divisione, la Polisportiva conquista due promozioni consecutive: nel 1950-1951 con la guida tecnica di Michele Sinesi e nel successivo campionato di Promozione grazie al trainer Ambrogio Alfonso, ottenendo il diritto di partecipare al nuovo campionato di IV Serie. Dopo quattro tornei discreti - nel 1952-1953 il miglior piazzamento, terzo posto in classifica - il format del campionato viene rinnovato, nel 1957; la IV Serie prende il nome di Campionato Interregionale e divisa in due branchie, Prima e Seconda Categoria. Il Trani viene inserito nei quadri della Seconda Categoria 1957-1958. L'anno seguente le due branchie del Campionato Interregionale vengono unificate. La Polisportiva conclude il torneo 1958-1959 al decimo posto in classifica venendo ammessa al neonato campionato di Serie D, sfiorando per due volte la promozione nei successivi due tornei, chiusi entrambi al secondo posto.

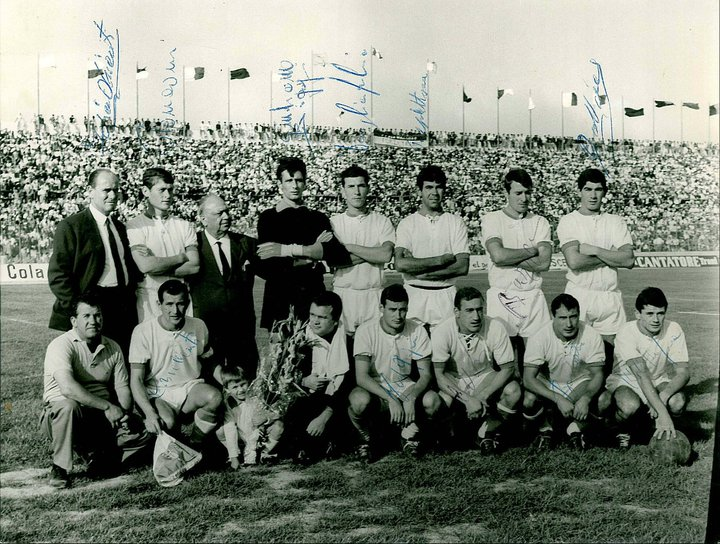
Il Trani 1963-1964, che conquistò la Serie B.

Nel 1961-1962 la squadra, sotto le direttive del mister Ambrogio Alfonso - che dieci anni prima vinse il campionato di Promozione - vince il girone E conquistando la promozione in Serie C. L'ascesa non si ferma e al secondo anno di permanenza in terza serie, vince il girone C con due punti di vantaggio sul Chieti, conquistando la loro prima promozione in Serie B. L'allenatore di questa storica stagione fu Vincenzo Marsico. L'esordio del Trani nel campionato cadetto avviene il 13 settembre 1964, in trasferta contro il Palermo (3-0 a favore dei siciliani). L'inizio è in sordina, ma nonostante ciò, il 15 novembre, arriva la vittoria casalinga contro il Napoli (1-0). Tuttavia, i pugliesi riusciranno a salvarsi grazie ad una serie di vittorie fra le mura amiche, inanellate nel girone di ritorno. La permanenza in Serie B viene sancita il 2 maggio 1965, in concomitanza con la storica vittoria al Comunale contro il Bari (1-0). I galletti retrocederanno al termine della stagione. Nell'ultimo match del torneo - vittoria casalinga per 1-0 contro il Monza -, giocato il 20 giugno, i calciatori ed i tifosi festeggiano la salvezza, conquistata grazie a 35 punti, ed al quindicesimo posto in classifica. Il Trani debutta nel successivo campionato con un pareggio casalingo contro il Modena, il 5 settembre 1965. La prima vittoria arriva alla tredicesima giornata contro il Palermo. L'andazzo del torneo sarà differente rispetto alla stagione antesignana e nel girone di andata racimolerà pochi punti. Seguirà un leggero tentativo di ripresa in seguito ad importanti vittorie casalinghe con Messina (3-1), Venezia (2-1) e Monza, il quale non sarà sufficiente ad evitare la retrocessione. L'ultimo match casalingo in serie cadetta è una vittoria contro il Genoa. Il 19 giugno, la sconfitta in terra labronica col Livorno relega il Trani all'ultimo posto in classifica e dunque alla retrocessione.

#### La ripartenza dalla Serie C, i campionati regionali e il Trofeo Jacinto
La Polisportiva Trani riparte dal campionato di Serie C, venendo inserito nel girone C, insieme al Bari, che a fine campionato tornerà nella serie cadetta. Dopo soli due campionati di terza serie avverrà la retrocessione in Serie D. La società rifonda i propri quadri amministrativi e tecnici e grazie alla guida tecnica dell'allenatore Sergio Ballarin - cugino di Aldo e Dino, calciatori del Grande Torino periti nella tragedia aerea di Superga - vince il girone H del campionato di Serie D 1970-1971. Il campionato 1971-1972, quello del ritorno in Serie C, viene chiuso con un terzo posto, dopo un lungo testa a testa con Brindisi e Lecce. L'anno successivo il Trani ritorna fra i dilettanti, terminando il torneo in penultima posizione davanti al solo Potenza. Nel 1974 tocca il punto più basso della sua storia recente, retrocedendo nel campionato regionale di Promozione.
Nel 1978 il Trani, dopo quattro anni di anonimato, ritorna a disputare un campionato nazionale. I pugliesi militeranno in Serie D e, a partire dal 1981, nel Campionato Interregionale per altri dieci anni, fino a centrare il salto nella nuova Serie C2 - al termine di un lungo testa a testa con il Corato - al termine del torneo 1987-1988, con Rodolfo Conte in panchina. Fu conquistato anche il Trofeo Jacinto, in finale contro il Poggibonsi (2-1), torneo partecipato dalle dodici formazioni vincitrici dei rispettivi gironi e antesignano dell'odierno scudetto di Serie D che decretava così il Trani campione d'Italia interregionale.

#### La Serie C2 e il fallimento
Nel primo campionato di Serie C2 della sua storia il Trani giunge quarto nel girone C, a sette punti dalla Fidelis Andria, a breve portavoce del calcio ofantino nella serie cadetta. Nel 1991-1992 il miglior risultato, un terzo posto maturato al termine di un lungo duello con Lodigiani e Potenza; decisiva la sconfitta dei pugliesi in trasferta all'ultima giornata, con la già retrocessa Campania Puteolana (3-2). I buoni risultati conseguiti sul campo furono il risultato di scelte tecniche azzeccate; in quest'ultima stagione al timone della squadra ci fu Pino Raffaele. Il buon momento del Trani terminerà nella stagione 1995-1996, anno della nuova retrocessione in Serie D a causa di una delle peggiori stagioni della sua storia: ultimo posto con soli 13 punti racimolati a fronte dei 31 del Marsala, penultimo in classifica. Ad evitare la debacle non saranno sufficienti tre allenatori e ben 40 calciatori impiegati. A questa retrocessione ne seguirà un'altra l'anno dopo. Il presidente Savino Sapienza - subentrato a inizio anno ad Abruzzese - non iscrive la squadra, ponendone fine alla sua esistenza.

### Un breve periodo di inattività (1997-1999) e la Fortis Trani (1999-2013)
Il calcio tranese nel biennio 1997-1999 non ebbe nessun rappresentante ereditario della tradizione sportiva della fallita Polisportiva. Tuttavia, proprio come accadde per la Cavour nella seconda metà degli anni trenta, una formazione dilettantistica tentò di portare su di sé l'attenzione e la passione dei delusi tifosi del Trani: l'Ursus Trani. Tale sodalizio poteva contare sull'apporto del presidente Vincenzo Povia - già nei ranghi del Trani che negli anni sessanta passò dalla Serie D alla Serie B nel giro di pochi anni - e di alcuni imprenditori locali. Militante in Prima Categoria, l'Ursus passò dal suo vecchio terreno di gioco, il Monsignor Addazzi, al Comunale, ma non riuscì nell'intento di catalizzare le attenzioni degli appassionati della cittadina pugliese.
Due anni dopo, nel 1999, nasce la Fortis Trani, grazie ad un gruppo di nove imprenditori, spinti nell'impresa da Nicola Di Leo; un tempo portiere del Trani con trascorsi in Serie A. Per evitare di partire dal nulla, a giugno dello stesso anno, la cordata rileva il titolo sportivo di Promozione Puglia della Libertas Barletta. Il gruppo di imprenditori, malgrado il forte desiderio di riportare il Trani nelle categorie superiori, entra in rotta di collisione e, dopo due promozioni e due discrete stagioni in Serie D, la squadra tranese viene lasciata retrocedere fino all'anonimato del campionato di Promozione. Il ritorno in Eccellenza avviene solo nel campionato 2008-2009, dopo la vittoria dei play-off regionali.

#### Stagione 2009-2010

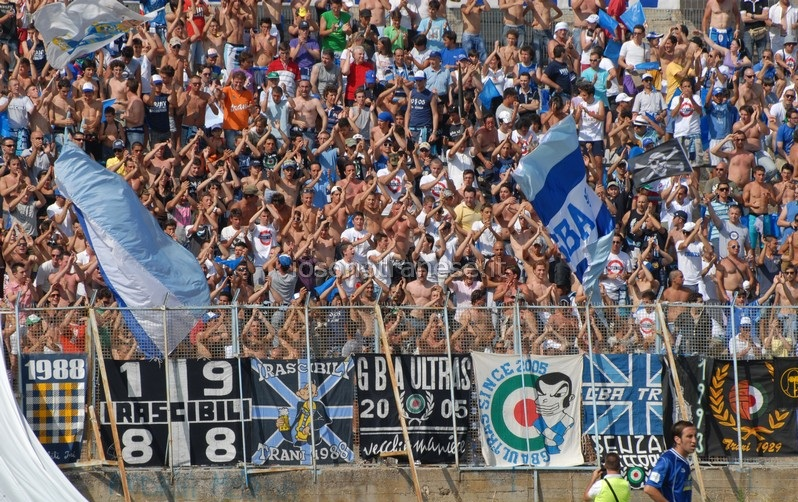
Il tifo tranese durante la stagione 2009-2010

Nella stagione Campionato italiano di calcio di Eccellenza 2009/2010 disputa, con il nuovo presidente Antonio Flora, il campionato di Eccellenza Puglia a girone unico, si classifica seconda e successivamente vince gli spareggi promozione nella finale play-off contro l'U.S.D. Noto. Contro la compagine netina, nella gara di andata giocata in terra sicula, i biancoazzurri riescono a strappare un prezioso pareggio, grazie ad una rete firmata da un'astuta zuccata del centrale Alessandro Sabini. A Trani, la formazione allenata da Giacomo Pettinicchio, forte di un numerosissimo pubblico, conquista a seguito dei tempi supplementari la tanto agognata Serie D, dopo sei lunghissimi anni di permanenza in campionati regionali. Finisce 3-1.

#### Stagione 2010-2011
Il campionato incomincia nel migliore dei modi. La squadra del presidente Antonio Flora risulta compatta, affamata di risultati, una vera e propria corazzata. Tant'è che dopo sole 12 giornate, la Fortis Trani è seconda in classifica, a pochi punti dalla capolista Arzanese. Ma è un successo momentaneo. La famiglia Flora, dopo aver sostenuto da sola il peso economico della squadra, decide di cedere a costo zero l'intera Società ad Alberto Altieri, ed il primo dicembre 2010 la rosa viene smantellata della maggior parte di quei calciatori che si erano resi autori di quella sontuosa cavalcata. La nuova società stenta a raccogliere risultati, a cominciare proprio dalla prima partita a Francavilla in Sinni. La sconfitta per 2-0 rispecchia l'intero andamento stagionale. L'unico fuoco di paglia è ad Ischia, dove il Trani riesce a conseguire un insperato successo. 3-0 il risultato finale. La vittoria in terra campana, tuttavia, è solo l'inizio di una profonda crisi di risultati. Dopo la parentesi ischitana, i biancoazzurri incassano ben quattro sconfitte consecutive. Ma non sono solo le notizie dai campi a preoccupare, è gravosa anche la situazione societaria. Alberto Altieri si ritrova a dover affrontare una complicata situazione. La città si mobilita e non ci sta a perdere nuovamente la prima squadra cittadina. A riscuotere particolare successo è l'iniziativa Un caffè per la Fortis Trani, grazie alla quale viene saldato metà del bilancio in passivo. Nel frattempo arriva la penultima giornata di campionato ed il destino play-out sembra quasi imminente. Mister Pettinicchio, però, riesce comunque a salvare la Fortis sul campo, racimolando la bellezza di sei punti nelle ultime due partite.

#### Stagione 2011-2012
Alberto Altieri, come d'accordi, lascia la presidenza della Fortis. Ad occuparsene è Paolo Abruzzese che, in questo modo, si mette per la terza volta al timone della prima squadra cittadina. Convoca alla sua corte Mister Franco Dellisanti e, senza troppe ambizioni, afferma di voler condurre un campionato tranquillo. All'esordio, in Coppa Italia contro il Martina Franca, la Fortis perde 3-2. La prima sconfitta in campionato è quella con il Brindisi (3-0). La squadra biancazzurra schiera 37 atleti diversi e stagna costantemente nella zona centrale della classifica, pur riuscendo a collezionare tre vittorie lontano dalle mura amiche del Comunale di Trani. Con la vittoria contro il Gaeta il 25 aprile 2012, la squadra conquista la salvezza aritmetica con due giornate d'anticipo. Un risultato migliore di quello dell'anno precedente, quando i play-out si erano evitati solo all'ultima giornata.

#### Stagione 2012-2013 e lo scioglimento
Il Trani stenta a trovare risultati. La nuova squadra, organizzata dal d.g. Ciccarone e dal d.s. Strianese, raccoglie soltanto 8 punti in 12 giornate. Una media da piena retrocessione. L'amara sconfitta per 2-0 incassata dal Grottaglie porta il Presidente Paolo Abruzzese all'esonero del direttivo, mostratosi non capace di assemblare una squadra degna della categoria. Viene così rifondata una nuova formazione. Le vicissitudini di una stagione travagliata portano la Fortis a classificarsi penultima ed a retrocedere in Eccellenza. La società non si iscrive al successivo campionato.

### Unione Sportiva Calcio Trani 2013-2014
Nel 2013 la neo U.S.C. Trani acquisisce il titolo sportivo del Terlizzi Calcio, militante nel girone pugliese di Eccellenza, partecipando dunque alla stagione di Eccellenza Puglia 2013-2014.

### Vigor Trani (2014-2023)
Il 23 giugno 2014 la squadra ottiene la nuova denominazione di A.S.D. Vigor Trani. Il 1º febbraio 2018 la Vigor conquista sul terreno di Monopoli (BA), contro il Città di Fasano, la prima Coppa Italia Regionale; dopo la fase nazionale il Trani si trova a disputare il 2 maggio 2018 la finale di Coppa Italia Dilettanti a Firenze contro il St. Georgen.

### A.S.D. Soccer Trani (dal 2023)
Nel 2023 l'ASD Soccer Bunker Trani (formazione giovanile locale la cui prima squadra ha appena ottenuto la promozione dalla Terza alla Seconda Categoria) acquisisce il titolo sportivo della Vigor, decretando quindi la fine della gestione Lanza e continuando la militanza in Promozione Puglia.

## Strutture

### Stadio
L'A.S.D. Soccer Trani gioca le partite casalinghe all'interno dello stadio “Nicola Lapi” in via Beato Annibale M. di Francia. Lo stadio è composto dalla gradinata costruita nei primi anni sessanta e dalla tribuna coperta, inaugurata nel 2009 (e sorta sulle ceneri dell'antica tribuna, poi abbattuta, molto più capiente) dopo un'attesa estenuante durata circa vent'anni per progetti errati da parte di Renzo Piano che comportarono numerose revisioni. Il settore riservato agli ospiti, infine, è la curva sud.
La struttura è una delle poche in Italia a non avere ancora un impianto di illuminazione (unico impianto con trascorsi in Serie B senza illuminazione) e ciò ha più volte generato forti ostacoli per chi ha deciso di mettersi alla guida della società adriatica, costituendo altresì motivo di polemica della tifoseria con l'amministrazione comunale.
Il campo sportivo è sorto nel 1929, quando il comune prese in fitto un terreno di 30.000 metri quadri, piantati a vigneto e uliveto, di proprietà del barone Gianbattista Bianchi. Inizialmente fu costruita una tribuna provvisoria in legno, sul lato destro del campo, dove ora c'è la gradinata, e dall'altra parte un terrapieno per i "popolari"; in seguito venne costruita la tribuna in muratura e cemento dalla parte opposta. Il Comune, poi, acquistò il suolo del campo sportivo nel 1953, divenendone proprietario.
Nel 1990 iniziarono i lavori per la costruzione di una nuova tribuna, a stralcio di un progetto complessivo che interessava tutta l'area dello stadio, redatto da Renzo Piano. I lavori si fermarono per lungo tempo, per poi riprendere nel 2001 ed essere completati qualche anno fa.

## Allenatori e presidenti
- 1928-1935 ...
- 1935-1938 il club è inattivo.
- 1938-1939 ...
- 1939-1940  Dario Gay
- 1940-1941  Alfredo De Vigni
- 1941-1942  Domenico Giacobbe
- 1942-1943  Giuseppe Baccilieri
- 1943-1950 ...
- 1950-1951  Michele Sinesi
- 1951-1952  Ambrogio Alfonso
- 1952-1954 ...
- 1954-1956  Felice Arienti
- 1956-1961 ...
- 1961-1963  Ambrogio Alfonso
- 1963-1964  Vincenzo Marsico
- 1964-1965  Vincenzo Marsico (1ª-11ª)
 Guido Roncarati e  Motti (D.T.) (12ª-14ª)
 Felice Arienti (15ª-38ª)
- 1965-1966  Felice Arienti (1ª-7ª)
 Francesco Capocasale (8ª-33ª)
 Federico Allasio (34ª-38ª)
- 1966-1967  Federico Allasio
- 1967-1968  Paolo Giammarco
 Sergio Cervato
- 1968-1970 ...
- 1970-1972  Sergio Ballarin
- 1972-1973  Sergio Ballarin
 Filippo Calabrese
- 1973-1977 ...
- 1977-1978  Mimmo Lamia Caputo
- 1978-1979 ...
- 1979-1980  Franco Carradori
- 1980-1981  Franco Carradori
 Giovanni Campari
- 1981-1983 ...
- 1983  Francesco Di Benedetto
- 1983-1987 ...
- 1987-1989  Rodolfo Conte
- 1989-1990  Rodolfo Conte
 Vincenzo Margiotta
- 1990-1991  Diego Giannattasio
- 1991-1992  Giuseppe Raffaele
- 1992-1993  Leonardo Bitetto
- 1993-1994  Leonardo Bitetto
 Antonio La Palma
- 1994-1995  Rodolfo Conte
 Franco Dellisanti
- 1995-1996  Mauro Della Bianchina
 Antonio Antonucci
 Mauro Della Bianchina
 Nicola Loschiavo
- 1996-1997 ...
- 1997-1999 il club è inattivo.
- 1999-2001  Nicola Di Leo
- 2001-2003  Sergio Notariale
- 2003-2004  Giacomo Pettinicchio
 Francesco Di Benedetto
 Pantaleo De Gennaro
- 2004-2008 ...
- 2008-2009  Vito Fanelli
 Pasquale Squicciarini
- 2009-2010  Angelo Columbo (1ª-7ª)
 Giacomo Pettinicchio (8ª-34ª)
- 2010-2011  Giacomo Pettinicchio
- 2011-2012  Franco Dellisanti
- 2012-2013  Andrea Pensabene (1ª-3ª)
 Pasquale Squicciarini (4ª-10ª)
 Giancarlo Maggio (11ª)
 Gino Loconte (12ª-17ª)
 Osvaldo Aquino (17ª-26ª)
 Gino Loconte (27ª)
 Giancarlo Maggio (28ª-34ª)
- 2013-2014  Massimo Pizzulli (1ª-20ª)
 Giuseppe Giusto (20ª-34ª)
- 2014-2015  Domenico Caricola (pre-campionato)
 Benedetto Costantino (1ª-34ª)
- 2015-2016  Girolamo Zinfollino
- 2016-2017  Muzio Fumai (1ª-4ª)
 Cesare Valerio (5ª-8ª)
 Carmine Trentadue (9ª)
 Giacomo Pettinicchio (10ª-29ª)
 Muzio Fumai (30ª e play-out)
- 2017-2018  Massimo Pizzulli
- 2018-2019  Benedetto Costantino (giu.-lug.)
 Vincenzo Del Rosso (lug.-ago.)
 Giuseppe Sangirardi (1ª-4ª)
 Giuseppe Scaringella (5ª-30ª)
- 2019-2021  Angelo Sisto
- 2021-2023  Sergio Prigigallo
- 2023-2024  Fabrizio Mascia
- 2024-2025  Fabio Moscelli

- 1928-1930  Luigi Viesti (Comm. str.)
- 1930-1931  Vincenzo Di Tondo
- 1931-1932  Pablo Rocca
- 1932-1935  Giovanni Perta
- 1935-1938 il club è inattivo.
- 1938-1939  Francesco Saverio Motti
- 1939-1940  Giustino Leo
- 1940-1941  Ugo Pinna
- 1941-1942  Donato Sancipriano
- 1942-1945  Giuseppe Giglio
- 1945-19??  Enrico Lopane
- 19??-19??  Attilio Perrone Capano
- 19??-1964  Giulio Gramegna
- 1964-19??  Francesco Sorrenti
- 19??-1987  Paolo Simone
- 1987-1996  Paolo Abruzzese
- 1996-1997  Savino Sapienza
- 1997-1999 il club è inattivo.
- 1999-2003 ...
- 2003-2007  Francesco Simone
- 2007-2008  Francesco Simone
 Paolo Abruzzese (da gen.)
- 2008-2009  Paolo Abruzzese
- 2009-2010  Tommaso Carbone
 Antonio Flora
- 2010-2011  Antonio Flora
 Alberto Altieri (da dic.)
- 2011-2013  Paolo Abruzzese
- 2013-2014  Maurizio Povia
- 2014-2015  Roberto Pellegrini
- 2015-2016  Luciano Savi
- 2016-2018  Michele Amato
 Alberto Altieri (fine gen. 2018)
- 2018-2019  Gianmaria Lanza
- 2019-2023  Mauro Lanza
- 2023-2024  Gianni Di Leo
- 2024-oggi  Luciano Pace

## Palmarès

### Competizioni nazionali
- Trofeo Jacinto: 1

1987-1988

### Competizioni interregionali
- Serie C: 1

1963-1964
- Serie D: 2

1961-1962, 1970-1971
- Campionato Interregionale: 1

1987-1988
- Promozione: 1

1951-1952

### Competizioni regionali
- Prima Divisione: 1

1950-1951
- Promozione: 2

1977-1978, 1999-2000
- Coppa Italia Dilettanti Puglia: 1

2017-2018
- Eccellenza: 1

2001-2002

### Altri piazzamenti
- Serie C:

Terzo posto: 1971-1972 (girone C)
- Serie C2:

Terzo posto: 1991-1992 (girone C)
- Serie D:

Secondo posto: 1959-1960 (girone E), 1960-1961 (girone E), 1969-1970 (girone H)
- Campionato Interregionale:

Terzo posto: 1982-1983 (girone L)
- Eccellenza:

Secondo posto: 2009-2010
Terzo posto: 2014-2015
- Coppa Italia Dilettanti:

Finalista: 2017-2018

## Statistiche e record

### Partecipazione ai campionati
| Livello | Categoria                           | Partecipazioni | Debutto   | Ultima stagione | Totale |
| ------- | ----------------------------------- | -------------- | --------- | --------------- | ------ |
| 2º      | Serie B                             | 2              | 1964-1965 | 1965-1966       | 2      |
| 3º      | Prima Divisione                     | 3              | 1930-1931 | 1931-1932       | 14     |
| 3º      | Serie C                             | 11             | 1940-1941 | 1972-1973       | 14     |
| 4º      | Prima Divisione                     | 1              | 1938-1939 | 1938-1939       | 23     |
| 4º      | Promozione                          | 1              | 1951-1952 | 1951-1952       | 23     |
| 4º      | IV Serie                            | 5              | 1952-1953 | 1956-1957       | 23     |
| 4º      | Campionato Interregionale           | 1              | 1958-1959 | 1958-1959       | 23     |
| 4º      | Serie D                             | 7              | 1959-1960 | 1973-1974       | 23     |
| 4º      | Serie C2                            | 8              | 1988-1989 | 1995-1996       | 23     |
| 5º      | Campionato Interregionale - 2ª Cat. | 1              | 1957-1958 | 1957-1958       | 17     |
| 5º      | Campionato Interregionale           | 7              | 1981-1982 | 1987-1988       | 17     |
| 5º      | Campionato Nazionale Dilettanti     | 1              | 1996-1997 | 1996-1997       | 17     |
| 5º      | Serie D                             | 8              | 1978-1979 | 2012-2013       | 17     |

### Statistiche individuali
Di seguito i primatisti di presenze e reti.
| Record di presenze - 255 Antonio Fischietti (?) - 254 Giacomo Cosmano (1953-1956, 1959-1965) - 242 Flavio Borsani (?) - 240 Vincenzo Ferrante (?) - 232 Pietro Schipa (?) - 225 Leonardo Pignataro (?) - 219 Domenico Lamia Caputo (?) - 210 Alberto Crivellenti (?) | Record di reti - 101 Giacomo Cosmano (1953-1956, 1959-1965) - 50 Di Gennaro (?) - 46 Michele Musti (?) - 43 Gentile (?) - 41 Alfredo Tenzone (?) - 37 Luigi Morello (?) - 35 Cosimo Conversa (?) |

## Tifoseria

### Storia
Era la metà degli anni settanta quando sugli spalti del Comunale comparve il primo gruppo organizzato e ben identificato di fede biancazzurra, gli Ultras Trani. Col passare degli anni ci fu la nascita di un universo piuttosto variegato di gruppi e sigle. A quei tempi, a sostenere in maniera compatta ed organizzata la squadra di calcio erano, per lo più, gruppi di persone direttamente riconducibili a quartieri popolari della città. In alcuni casi i tifosi seppero sostenere la squadra non soltanto dagli spalti ma anche con importanti contributi economici. Alcuni campionati furono condotti al termine grazie alle questue dei tifosi ed alle raccolte di fondi per la città.
Nella stagione 1987-1988 venne fondata la Gioventù Biancazzurra. La nascita del gruppo coincise con la promozione del Trani in Serie C2.
Attualmente i gruppi del tifo organizzato attivi sono: gli Irascibili, i Trani 1929, i GBA Ultras e i Veterani.

### Gemellaggi e rivalità
La rivalità storica ed anche più accesa è con i tifosi della Fidelis Andria, esistente, in ambito calcistico, già dagli anni '30 del secolo scorso. Altre rivalità degne di nota sono con Bari, Molfetta, Nardò, Barletta, Bisceglie, Potenza, Bitonto e Lucera.
Rapporti di amicizia molto sentiti si hanno con Taranto, Monopoli, oltre al grande rispetto reciproco con il Mola.
Nel 2015, per solo un paio di anni, venne sciolto il gemellaggio nato nel 1987 con il Matera e poi successivamente ricomposto, quando al “Comunale di Trani” venne ospitato un derby di campionato proprio fra il Matera ed il Potenza. Un altro gemellaggio del passato, risalente anch'esso a fine anni '80, è quello con il Chieti.
Altre amicizie risalenti allo stesso periodo, oggi non più esistenti, furono con stabiesi e maceratesi.